# نعناع

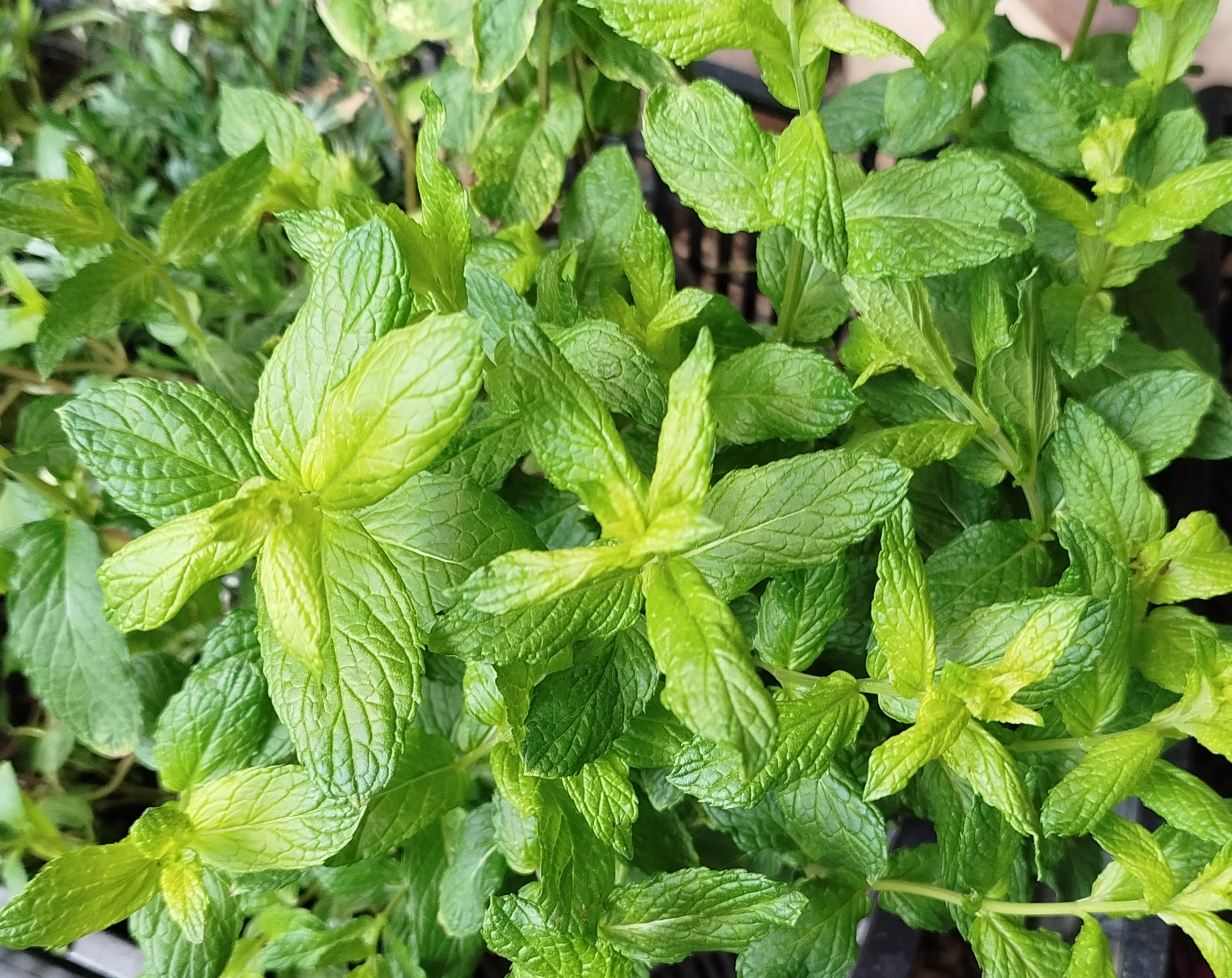
نبات نعناع أو نعنع، له رائحة طيبة، يستخدم غذاء

النَّعْنَاع أو النَّعْنَع أو النُّعْنُع (الاسم العلمي: Mentha) هو جنس من النباتات يتبع الفصيلة الشفوية من رتبة الشفويات، ويضم ما بين 42 نوعاً مقبولاً وعشرات الأنواع غير المؤكدة.، وتحدث الهجائن بين الأنواع بشكل طبيعي. نباتات هذا الجنس عشبية معمرة ذات رائحة نفاذة محببة. وينتشر بشكل شبه عالمي حول قارة أوروبا، وأفريقيا، وآسيا، وأستراليا وأمريكا الشمالية. وهو نبات مُعمر ونادراً ما يكون نبات حولي، وله أرآد تنتشر بشكل واسع تحت وحول الأرض. وسيقانه مربعة، متشعبة ومنتصبة. تترتب الأوراق بشكل أزواج متعاكسة ويتراوح شكلها بين المربعي والرمحي، وهي ملساء الملمس غالباً وبأطراف مشرشرة. تتفاوت ألوان الأوراق من أخضر غامق وأخضر رمادي إلى البنفسجي، والأزرق وبعض الأحيان أصفر فاتح. ولزهورها لون أبيض إلى بنفسجي.
وتنتشر أنواع جنس النعناع بشكل واسع، ويمكن العثور عليها في العديد من البيئات، ينمو أغلبها بشكل أفضل في البيئات والتُرّب الرطبة، وينمو النعناع ليصل طوله من 10 إلى 120 سم، ويمكن له الإنتشار في المكان بشكل غير محدد، وبسبب قابليته للانتشار بشكل طليق، يمكن اعتبار بعض أنواع النعناع كنبات مجتاح.
ينبت على أطراف السواقي والمجمعات المائية، كما يمكن زراعته بنفس طريقة زراعة البقدونس، ويمكن استخدام النعناع في السلطات طازجاً أو يابساً. وتضاف بضع ورقات من النَّعْنَاع إلى إبريق الشاي ليضفي على الشاي نكهة طيبة. ويستخدم طبياً باستخلاص الزيوت الطيارة منه.

## التسمية
النَّعْنَاع كما يُعرف باللغة العربية وتشتمل له مسميات أخرى وهي النَعْنَعَ أو والنُّعْنُعُ، ومفردتها نَعْنَاعَةٌ، قال ابن السكيت: النعاعة اللعاعة وهي بقلة ناعمة. وقال ابن بري: النعناع البقل.

## الأنواع
تتضمن القائمة في الأسفل جميع الأصناف المعروفة أنواعًا في الأعمال الحديثة على جنس النعناع (Mentha):
| قائمة أنواع النعناع | قائمة أنواع النعناع  | قائمة أنواع النعناع  | قائمة أنواع النعناع                                                                              |
| صورة                | الاسم                | الاسم العلمي         | الوصف                                                                                            |
| ------------------- | -------------------- | -------------------- | ------------------------------------------------------------------------------------------------ |
|                     | نعناع أوروبي         | Mentha pulegium      | تنمو وتتكاثر في المناطق الجبلية، يبلغ ارتفاعها من 10-55 سم لها أوراق عطرية ذات رائحة قوية ومميزة |
|                     | نعناع أيلي           | Mentha cervina       |                                                                                                  |
|                     | نعناع آلاياوي        | Mentha alaica        |                                                                                                  |
|                     | نعناع ثعلبي          | Mentha alopecuroides |                                                                                                  |
|                     | النعناع الجنوبي      | Mentha australis     |                                                                                                  |
|                     | نعناع حقلي           | Mentha arvensis      |                                                                                                  |
|                     | نعناع حلو الرائحة    | Mentha suaveolens    |                                                                                                  |
|                     | نعناع داهوري         | Mentha dahurica      |                                                                                                  |
|                     | نعناع دغيلي          | Mentha dumetorum     |                                                                                                  |
|                     | نعناع دلمطيقي        | Mentha dalmatica     |                                                                                                  |
|                     | نعناع رخو الأزهار    | Mentha laxiflora     |                                                                                                  |
|                     | نعناع صغير الزهرة    | Mentha micrantha     |                                                                                                  |
|                     | نعناع طويل الأوراق   | Mentha longifolia    | نبات عشبي معمر، موطنه بلاد الشام ومصر والمغرب العربي وأوروبا.                                    |
|                     | نعناع غابي           | Mentha nemorosa      |                                                                                                  |
|                     | نعناع فلفلي          | Mentha × piperita    | ينمو برياً في مناطق كثيرة ويزرع للإنتاج التجاري، موطنه أوروبا.                                    |
|                     | نعناع كبير الأزهار   | Mentha grandiflora   |                                                                                                  |
|                     | نعناع كندي           | Mentha canadensis    | موطنه كندا والولايات المتحدة.                                                                    |
|                     | نعناع كورسيكي        | Mentha requienii     |                                                                                                  |
|                     | نعناع لطيف           | Mentha gentilis      |                                                                                                  |
|                     | نعناع مائي           | Mentha aquatica      | موطنه بلاد الشام والمغرب العربي وأوروبا.                                                         |
|                     | نعناع مجدول          | Mentha verticillata  | موطنه المشرق العربي ومصر وتركيا واليونان وإيطاليا وفرنسا. وانتشر أيضًا في إسبانيا والمغرب.        |
|                     | نعناع مستدير الأوراق | Mentha rotundifolia  |                                                                                                  |
|                     | نعناع ندغي           | Mentha saturejoides  |                                                                                                  |
|                     | نعناع هرمي           | Mentha pyramidalis   |                                                                                                  |
|                     | نعناع وبري           | Mentha villosa       |                                                                                                  |
|                     | نعناع ياباني         | Mentha japonica      |                                                                                                  |
|                     | نعناع باميري-آلاياوي | Mentha pamiroalaica  |                                                                                                  |
|                     | نعناع ديمني          | Mentha diemenica     |                                                                                                  |
|                     | نعناع غاتفوسي        | Mentha gattefossei   |                                                                                                  |
|                     | نعناع غايري          | Mentha gayeri        |                                                                                                  |
|                     | نعناع قلبي           | Mentha cardiaca      |                                                                                                  |
|                     | نعناع كارنتني        | Mentha carinthiaca   |                                                                                                  |
|                     | نعناع كانينغهامي     | Mentha cunninghamii  |                                                                                                  |
|                     | نعناع كومرلي         | Mentha kuemmerlei    |                                                                                                  |
|                     | نعناع ليلكي غامق     | Mentha atrolilacina  |                                                                                                  |
|                     | نعناع مكسيملياني     | Mentha maximilianea  |                                                                                                  |

- نعناع أوروبي
- نعناع أيلي
- نعناع آلاياوي
- نعناع ثعلبي
- نعناع جنوبي
- نعناع حقلي
- نعناع حلو الرائحة
- نعناع داهوري
- نعناع دغيلي
- نعناع دلمطيقي
- نعناع رخو الأزهار
- نعناع صغير الزهرة
- نعناع طويل الأوراق
- نعناع غابي
- نعناع فلفلي
- نعناع كبير الأزهار
- نعناع كندي
- نعناع كورسيكي
- نعناع لطيف
- نعناع مائي
- نعناع مجدول
- نعناع مدبب
- نعناع مستدير الأوراق
- نعناع ندغي
- نعناع هرمي
- نعناع وبري
- نعناع ياباني
- نعناع باميري-آلاياوي
- نعناع ديمني
- نعناع غاتفوسي
- نعناع غايري
- نعناع قلبي
- نعناع كارنتني
- نعناع كانينغهامي
- نعناع كومرلي
- نعناع ليلكي غامق
- نعناع مكسيملياني
- النعناع الآسيوي (باللاتينية: Mentha asiatica)
- النعناع السخاليني (باللاتينية: Mentha sachalinensis)

من أنواع النعناع الواطنة في الوطن العربي:
- النعناع الأيلي (باللاتينية: Mentha cervina) في المغرب العربي وأوروبا
- النعناع البري (باللاتينية: Mentha pulegium) في مناطق الوطن العربي المتوسطية وتركيا والقوقاز وأوروبا
- النعناع طويل الأوراق (باللاتينية: Mentha longifolia) في بلاد الشام ومصر والمغرب العربي وتركيا والقوقاز وأوروبا، ويتبعه نويعان
النعناع طويل الأوراق نويع التيفي (باللاتينية: Mentha longifolia subsp. typhoides) في بلاد الشام وقبرص وتركيا واليونان
النعناع طويل الأوراق نويع طويل الأوراق (باللاتينية: Mentha longifolia (L.) L. subsp. longifolia) في بلاد الشام ومصر والمغرب العربي وتركيا والقوقاز وأوروبا
- النعناع المائي (باللاتينية: Mentha aquatica) أو النعناع الحامضي (باللاتينية: Mentha citrata) في بلاد الشام والمغرب العربي وتركيا والقوقاز وأوروبا
- النعناع المدبب (باللاتينية: Mentha spicata) في بلاد الشام ومصر والمغرب العربي وتركيا والقوقاز وأوروبا
- النعناع المدبب الكثيف (باللاتينية: Mentha spicata subsp. condensata) أو (باللاتينية: Mentha microphylla) في بلاد الشام ومصر وقبرص والبلقان وإيطاليا
- النعناع الهش (باللاتينية: Mentha crispata) في مناطق الوطن العربي المتوسطية وأوروبا.

## المعلومات الغذائية
يحتوي كل 100غ من النَّعْنَاع بحسب وزارة الزراعة الأمريكية على المعلومات الغذائية التالية:
- السعرات الحرارية: 70
- الدهون: 0.94
- الدهون المشبعة: 0.24
- الكاربوهيدرات: 14.89
- الألياف: 8
- البروتينات: 3.75

## الاستعمال

### المطبخ
تستخدم أوراق النعناع في الطبخ، طازجةً أو مجففة، ويكون الورق الطازج مُفضل أكثر من المُجفف عندما لا يشكل تخزينهُ مشكلة. وللأوراق مذاق دافئ، ومنعش، وعطري وحلو، ويبقى طعم بارد بعد تناوله. ويستخدم النعناع في إعداد الشاي، والمشروبات، والحلويات الهلامية، والشرابات، والكعك، والمثلجات. ويستخدم النعناع في مطبخ الشرق الأوسط على أطباق لحم الخروف، بينما يستخدم في المطبخ البريطاني والأمريكي في إعداد صلصة النعناع، وحلوى النعناع الهلامية.

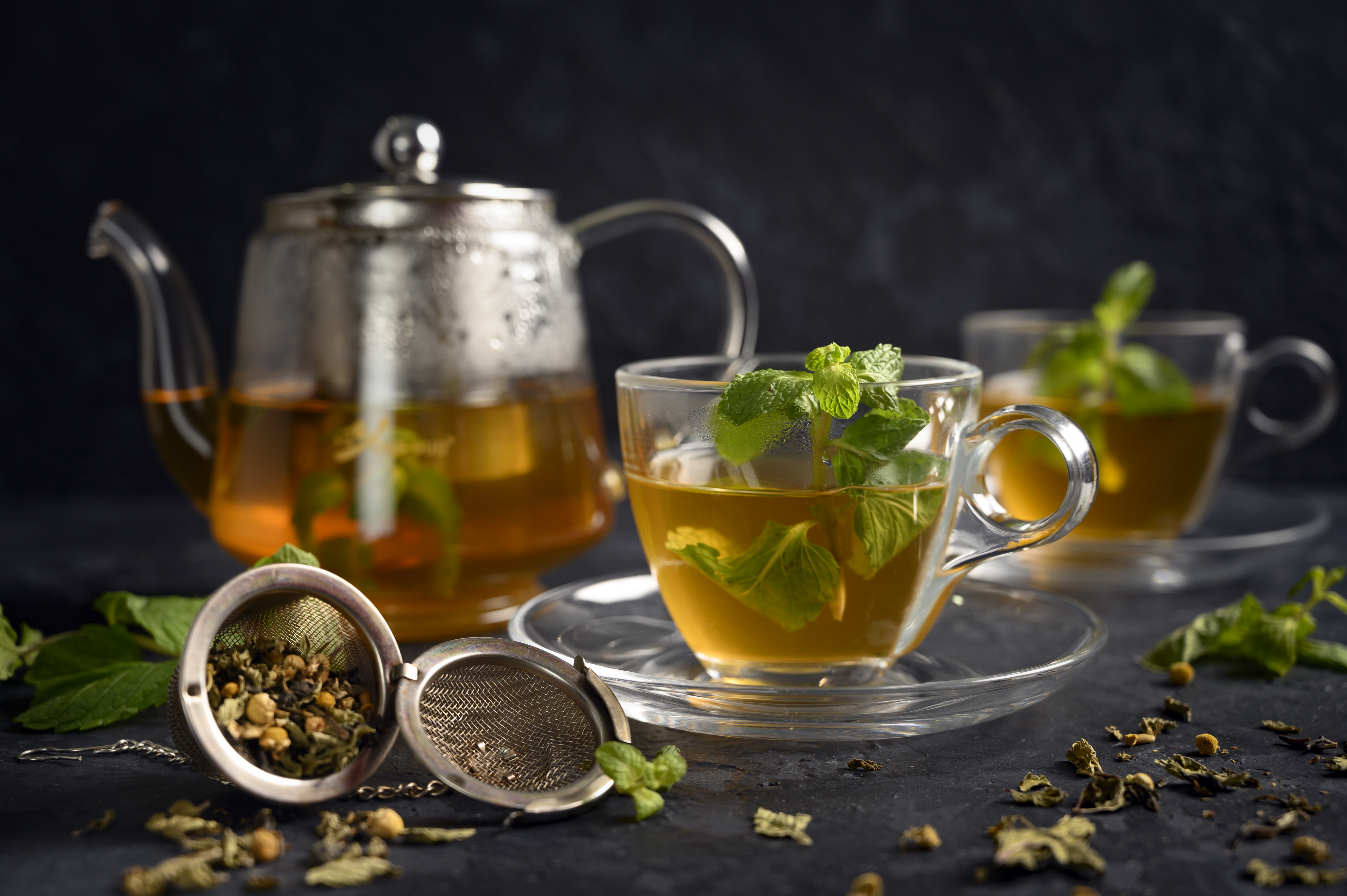
إبريق زجاجي به مشروب محضّر بحبوب الشاي وأوراق النعناع (أتاي)

ويعتبر النعناع عُنصراً أساسياً في تحضير الأتاي، وهو شاي مشهور في شمال أفريقيا وفي الدول العربية. ويستخدم النعناع بعض الأحيان كطعم أو تابل في المشروبات الكحولية.
وزيت النعناع والمنثول يستخدم بشكل واسع في إضفاء نكهة لمعطرات النفس، والمشروبات، ومطهرات غسول الفم، ومعاجين الأسنان، والعلكة، والحلويات. المواد التي تُعطي النعناع نكهته ومذاقه هي المنثول (والتي تعد العنصر الأساسي لرائحة النعناع)، والبوليغون.